# 106

106(백육)은 105보다 크고 107보다 작은 자연수다.

## 수학
- 합성수로, 그 약수는 1, 2, 53, 106이다. 진약수의 합은 56이므로, 106은 부족수다.
  - 35번째 반소수이자, 가장 작은 세 자리 반소수다. 앞의 반소수는 95, 다음 반소수는 111이다.
- 7번째 중심있는 오각수다. 앞의 중심있는 오각수는 76, 다음은 141이다.
- 6번째 중심있는 칠각수다. 앞의 중심있는 칠각수는 71, 다음은 148이다.
- {\displaystyle 106=5^{2}+9^{2}}
  - 서로 다른 두 자연수의 제곱합으로 나타낼 수 있는 수다.
- {\displaystyle 23^{4}-1}은 106으로 나누어떨어진다.

## 과학
- 시보귬(Sg)의 원자번호.
- NGC 106: 물고기자리 방향에 있는 은하.

## 교통

### 철도
- 수도권 전철 1호선 덕계역의 역번호.
- 부산 도시철도 1호선 대티역의 역번호.
- 대전 도시철도 1호선 중구청역의 역번호.
- 광주 도시철도 1호선 금남로5가역의 역번호.
- 대구 도시철도 1호선은 106번 역이 없고, 115번부터 시작한다.

### 도로
- 국도 제106호선
  - 일본 106번 국도: 이와테현 미야코시에서 모리오카시까지 이어지는 일본의 국도.
  - 인도 106번 국도
- 기타 도로
  - 현도 제106호선
  - 펜실베이니아 106번 주도(영어판): 구 미국 106번 국도.

## 군사
- U-106: 독일의 군용 잠수함. 제1차 세계 대전에 사용된 1917년제 모델(영어판)과 제2차 세계 대전에 사용된 1940년제 모델(영어판)이 있다.

## 문화유산
- 대한민국의 국보 제106호: 계유명전씨아미타불비상
- 대한민국의 보물 제106호: 서산 보원사지 법인국사탑비
- 대한민국의 사적 제106호: 구례 석주관 칠의사묘

## 방송
- 스카이라이프의 영국 공영 방송인 BBC Earth 채널 번호.
- 지니 TV의 스크린 채널 번호.
- U+ TV의 MBC 스포츠플러스 채널 번호.[1]
- B tv 케이블의 GTV 채널 번호.
- KT HCN의 채널액션 채널 번호.

## 기타
- 날짜: 1월 6일, 10월 6일
- 연도: 106년, 기원전 106년
- SK브로드밴드의 고객센터 전화번호.